# Champigneulles
Ne doit pas être confondu avec Champigneulle ou Champigneul.
Cet article concerne la commune de Meurthe-et-Moselle. Pour la brasserie et la bière, voir Brasserie de Champigneulles.
Champigneulles est une commune française située près de Nancy, dans le département de Meurthe-et-Moselle en région Grand Est.
La ville est connue pour la Brasserie de Champigneulles qui y est implantée.

## Géographie

### Localisation
Champigneulles est une ville lorraine de la banlieue de Nancy, située dans la vallée de la Meurthe,  à 4 km au nord de Nancy, 18 km au sud-ouest de Toul, 43 km au sud de Metz et 120 km à l'ouest de Strasbourg.

### Communes limitrophes
| Liverdun        | Frouard Bouxières-aux-Dames | Lay-Saint-Christophe |
| Velaine-en-Haye | Champigneulles              | Malzéville           |
| Maron           | Laxou                       | Maxéville            |

### Géologie et relief
La commune se compose de 453,60 hectares de territoires artificialisés (18,86 %), 48,11 hectares de territoires agricoles (2,00 %) et 1 902,85 hectares de forêts et milieux semi-naturels (79,12 %).
Espaces naturels :
- Un espace protégé hors Natura 2000 :

Ensemble constitué Par Le Château Du Bas et une Partie de son Parc à Champigneulles.
- Deux zones naturelles d'intérêt écologique, faunistique et floristique (Znieff) :

Vallon de Bellefontaine à Champigneulles,
Plateau de Haye et bois L'Evêque.
- Un site bioarchéologique :

Talinthe (la).

### Hydrographie et les eaux souterraines
Hydrogéologie et climatologie : Système d’information pour la gestion des eaux souterraines du bassin Rhin-Meuse :
Territoire communal : Occupation du sol (Corinne Land Cover); Cours d'eau (BD Carthage),
Géologie : Carte géologique; Coupes géologiques et techniques,
 Hydrogéologie : Masses d'eau souterraine; BD Lisa; Cartes piézométriques.
La commune est dans le bassin versant du Rhin au sein du bassin Rhin-Meuse. Elle est drainée par la Meurthe, l'Amezule, le canal de la Marne au Rhin, le ruisseau de l'Étang de Morey et le ruisseau des Étangs de Champigneulles,.
La Meurthe, d'une longueur de 161 km, prend sa source dans la commune du Valtin et se jette  dans la Moselle à Pompey, après avoir traversé 53 communes. Les caractéristiques hydrologiques de la Meurthe sont données par la station hydrologique située sur la commune de Malzéville. Le débit moyen mensuel est de 40,2 m3/s. Le débit moyen journalier maximum est de 751 m3/s, atteint lors de la crue du 27 mai 1983. Le débit instantané maximal est quant à lui de 808 m3/s, atteint le 4 octobre 2006.
L'Amezule, d'une longueur de 19 km, prend sa source dans la commune de Erbéviller-sur-Amezule et se jette  dans la Meurthe sur la commune, après avoir traversé douze communes. 
Le canal de la Marne au Rhin, long de 293 km et comportant 178 écluses à l'origine, relie la Marne (à Vitry-le-François) au Rhin (à Strasbourg). Par le canal latéral de la Marne, il est connecté au réseau navigable de la Seine vers l'Île-de-France et la Normandie. 

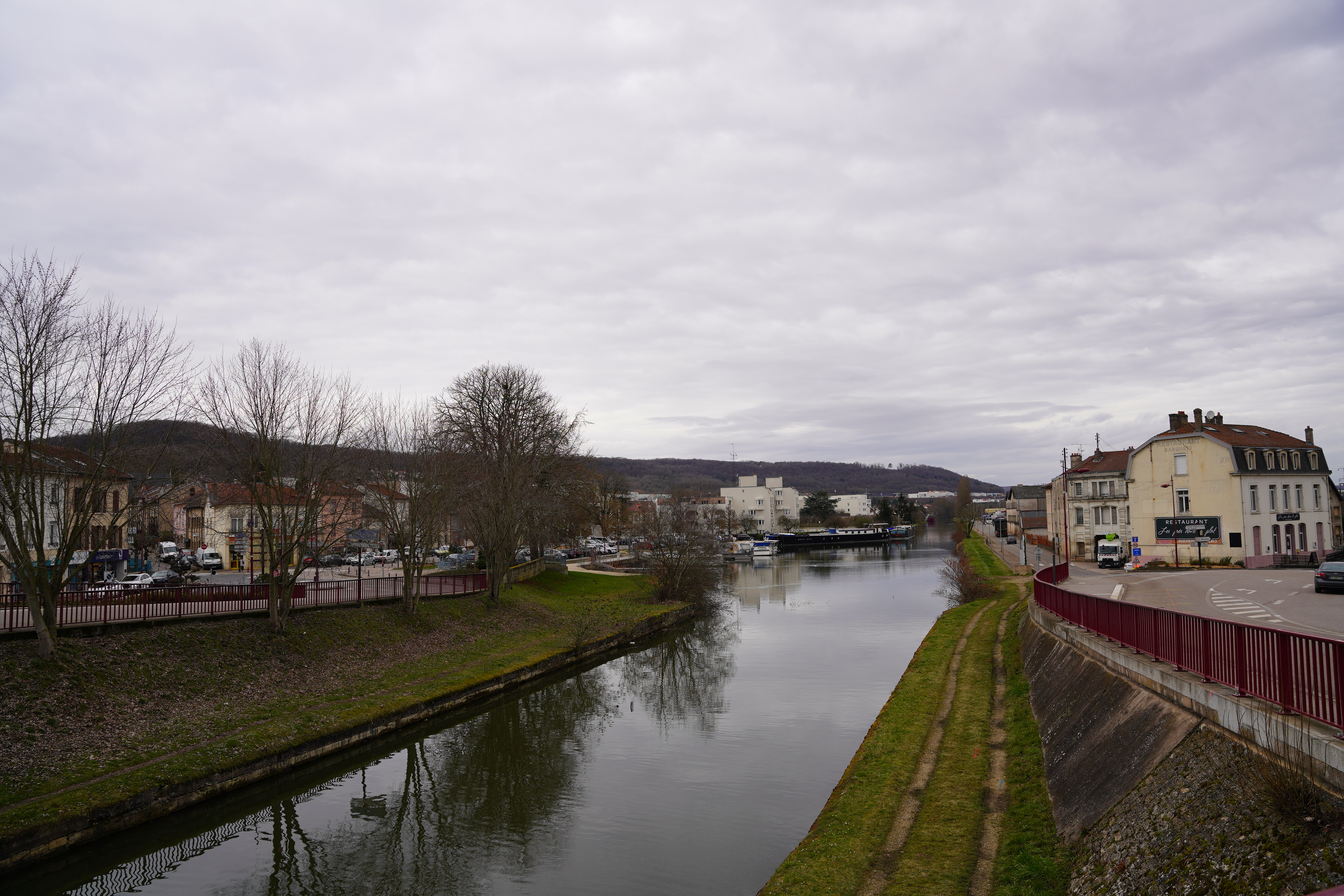
Le port fluvial de Champigneulles.
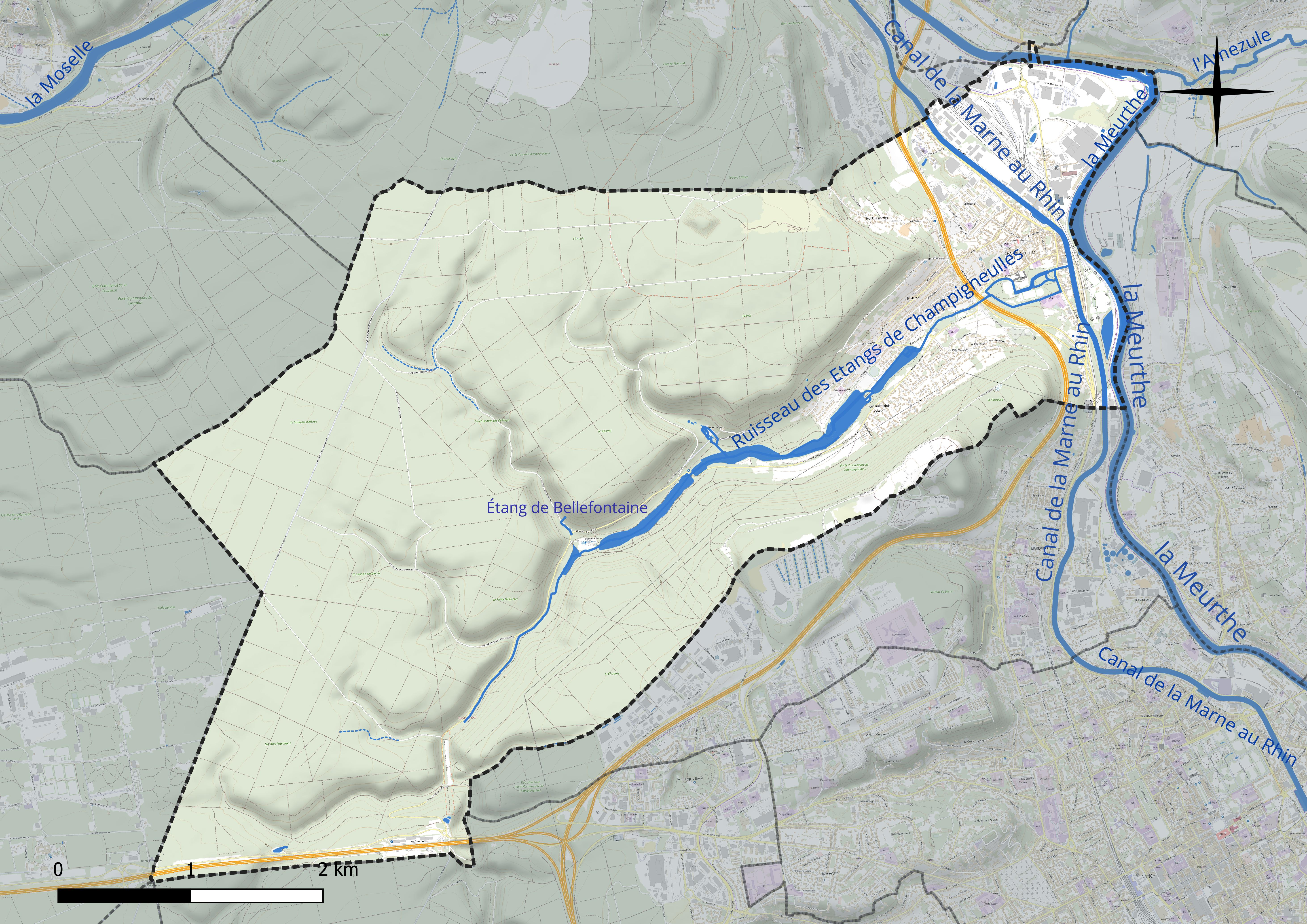
Réseau hydrographique de Champigneulles.

Un plan d'eau complète le réseau hydrographique : l'étang de Bellefontaine (7,2 ha),.

### Climat
Pour des articles plus généraux, voir Climat du Grand Est et Climat de Meurthe-et-Moselle.
En 2010, le climat de la commune est de type climat des marges montargnardes, selon une étude du Centre national de la recherche scientifique s'appuyant sur une série de données couvrant la période 1971-2000. En 2020, Météo-France publie une typologie des climats de la France métropolitaine dans laquelle la commune est exposée à un climat semi-continental et est dans la région climatique  Lorraine, plateau de Langres, Morvan, caractérisée par un hiver rude (1,5 °C), des vents modérés et des brouillards fréquents en automne et hiver. 
Pour la période 1971-2000, la température annuelle moyenne est de 10 °C, avec une amplitude thermique annuelle de 16,8 °C. Le cumul annuel moyen de précipitations est de 809 mm, avec 11,8 jours de précipitations en janvier et 9 jours en juillet. Pour la période 1991-2020, la température moyenne annuelle observée sur la station météorologique de Météo-France la plus proche, « Nancy-Essey », sur la commune de Tomblaine à 7 km à vol d'oiseau, est de 11,0 °C et le cumul annuel moyen de précipitations est de 746,3 mm. 
La température maximale relevée sur cette station est de 40,1 °C, atteinte le 24 juillet 2019 ; la température minimale est de −24,8 °C, atteinte le 21 février 1956,,. 
| Mois                                  | jan.             | fév.             | mars             | avril           | mai             | juin           | jui.          | août           | sep.            | oct.            | nov.             | déc.             | année      |
| ------------------------------------- | ---------------- | ---------------- | ---------------- | --------------- | --------------- | -------------- | ------------- | -------------- | --------------- | --------------- | ---------------- | ---------------- | ---------- |
| Température minimale moyenne (°C)     | −0,2             | 0                | 2,1              | 4,5             | 8,7             | 12,2           | 14,2          | 13,9           | 10,2            | 7,1             | 3,4              | 1                | 6,4        |
| Température moyenne (°C)              | 2,6              | 3,5              | 6,9              | 10,2            | 14,2            | 17,9           | 20            | 19,6           | 15,6            | 11,3            | 6,4              | 3,5              | 11         |
| Température maximale moyenne (°C)     | 5,4              | 7,1              | 11,6             | 15,8            | 19,8            | 23,5           | 25,8          | 25,4           | 20,9            | 15,5            | 9,4              | 6                | 15,5       |
| Record de froid (°C) date du record   | −21,6 13.01.1968 | −24,8 21.02.1956 | −15,9 04.03.1965 | −6,8 02.04.1958 | −4,2 03.05.1960 | 1,6 05.06.1953 | 2 01.07.1962  | 2,8 26.08.1966 | −1,3 24.09.1948 | −7,9 27.10.1950 | −12,7 23.11.1998 | −21,3 30.12.1939 | −24,8 1956 |
| Record de chaleur (°C) date du record | 16,8 05.01.1999  | 20,8 27.02.19    | 26 31.03.21      | 29,3 18.04.1949 | 33 28.05.17     | 37,2 26.06.19  | 40,1 24.07.19 | 39,3 08.08.03  | 34,4 15.09.20   | 27,6 13.10.23   | 22,7 02.11.20    | 18,5 16.12.1989  | 40,1 2019  |
| Ensoleillement (h)                    | 524              | 801              | 1 396            | 1 812           | 2 056           | 2 235          | 2 348         | 2 194          | 1 719           | 1 046           | 521              | 432              | 17 083     |
| Précipitations (mm)                   | 64,4             | 54,8             | 54,1             | 44,3            | 67,9            | 56             | 63            | 67,2           | 61,1            | 66,5            | 68,9             | 78,1             | 746,3      |

| Diagramme climatique                                  |          |             |             |             |            |            |              |              |             |            |        |
| J                                                     | F        | M           | A           | M           | J          | J          | A            | S            | O           | N          | D      |
| 5,4−0,264,4                                           | 7,1054,8 | 11,62,154,1 | 15,84,544,3 | 19,88,767,9 | 23,512,256 | 25,814,263 | 25,413,967,2 | 20,910,261,1 | 15,57,166,5 | 9,43,468,9 | 6178,1 |
| Moyennes : • Temp. maxi et mini °C • Précipitation mm |          |             |             |             |            |            |              |              |             |            |        |

Les paramètres climatiques de la commune ont été estimés pour le milieu du siècle (2041-2070) selon différents scénarios d'émission de gaz à effet de serre à partir des nouvelles projections climatiques de référence DRIAS-2020. Ils sont consultables sur un site dédié publié par Météo-France en novembre 2022.

## Urbanisme

### Typologie
Au 1er janvier 2024, Champigneulles est catégorisée ceinture urbaine, selon la nouvelle grille communale de densité à sept niveaux définie par l'Insee en 2022.
Elle appartient à l'unité urbaine de Nancy, une agglomération intra-départementale regroupant 28  communes, dont elle est une commune de la banlieue,,. Par ailleurs la commune fait partie de l'aire d'attraction de Nancy, dont elle est une commune de la couronne,. Cette aire, qui regroupe 353 communes, est catégorisée dans les aires de 200 000 à moins de 700 000 habitants,.

### Occupation des sols
L'occupation des sols de la commune, telle qu'elle ressort de la base de données européenne d’occupation biophysique des sols Corine Land Cover (CLC), est marquée par l'importance des forêts et milieux semi-naturels (78,8 % en 2018), une proportion sensiblement équivalente à celle de 1990 (78,7 %). La répartition détaillée en 2018 est la suivante : 
forêts (74,8 %), zones urbanisées (10,9 %), zones industrielles ou commerciales et réseaux de communication (6,3 %), milieux à végétation arbustive et/ou herbacée (4 %), cultures permanentes (1,3 %), mines, décharges et chantiers (1 %), espaces verts artificialisés, non agricoles (0,9 %), prairies (0,7 %), terres arables (0,1 %). L'évolution de l’occupation des sols de la commune et de ses infrastructures peut être observée sur les différentes représentations cartographiques du territoire : la carte de Cassini (XVIIIe siècle), la carte d'état-major (1820-1866) et les cartes ou photos aériennes de l'IGN pour la période actuelle (1950 à aujourd'hui).

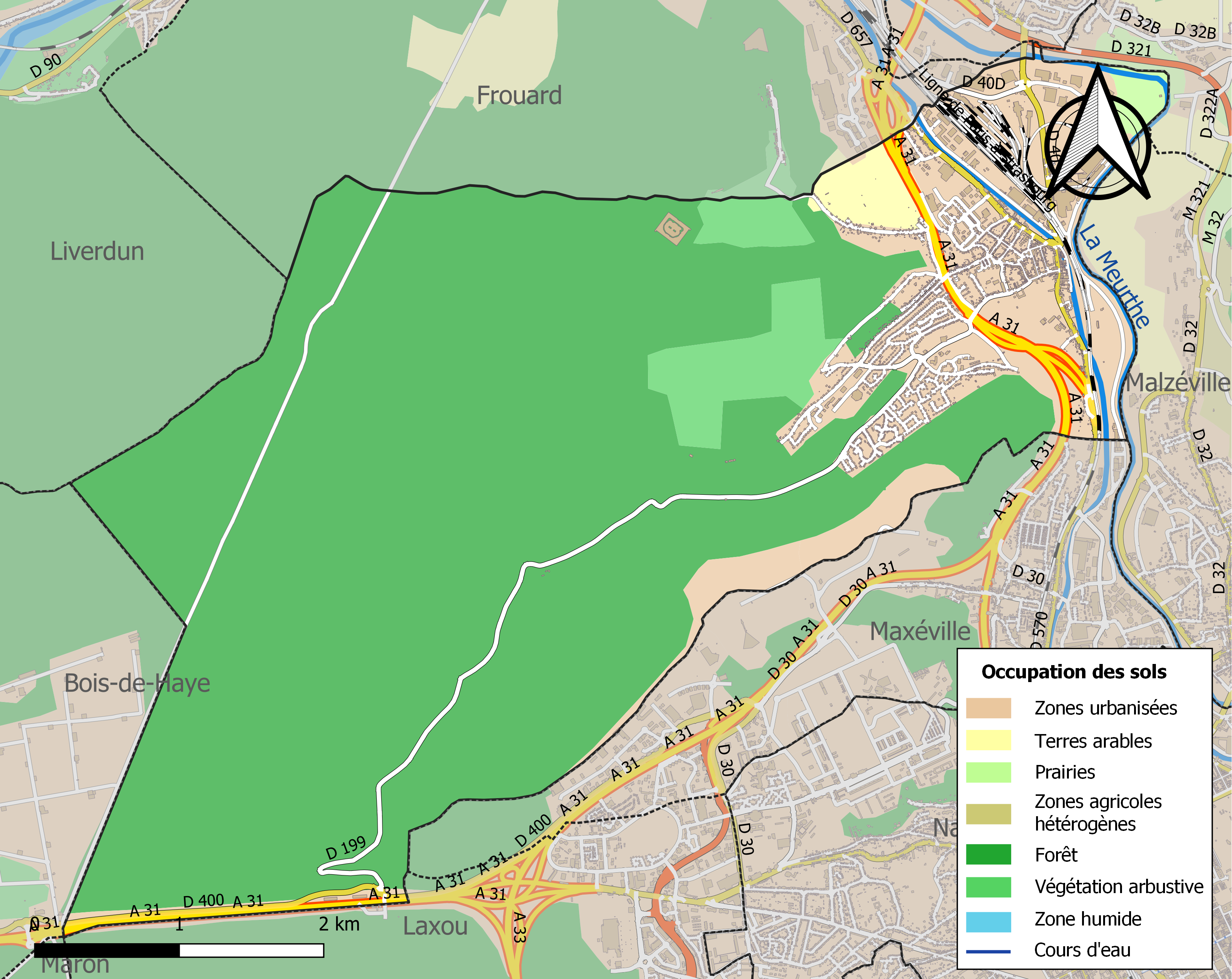
Carte des infrastructures et de l'occupation des sols de la commune en 2018 (CLC).

### Habitat et logement
En 2018, le nombre total de logements dans la commune était de 3 470, alors qu'il était de 3 369 en 2013 et de 3 144 en 2008.
Parmi ces logements, 92,1 % étaient des résidences principales, 0,6 % des résidences secondaires et 7,3 % des logements vacants. Ces logements étaient pour 47,1 % d'entre eux des maisons individuelles et pour 51 % des appartements.
Le tableau ci-dessous présente la typologie des logements à Champigneulles en 2018 en comparaison avec celle de Meurthe-et-Moselle et de la France entière. Une caractéristique marquante du parc de logements est ainsi une proportion de résidences secondaires et logements occasionnels (0,6 %) inférieure à celle du département (2 %) mais supérieure à celle de la France entière (9,7 %). Concernant le statut d'occupation de ces logements, 53,9 % des habitants de la commune sont propriétaires de leur logement (53,7 % en 2013), contre 57,3 % pour la Meurthe-et-Moselle et 57,5 pour la France entière.
| Typologie                                               | Champigneulles | Meurthe-et-Moselle | France entière |
| ------------------------------------------------------- | -------------- | ------------------ | -------------- |
| Résidences principales (en %)                           | 92,1           | 88,7               | 82,1           |
| Résidences secondaires et logements occasionnels (en %) | 0,6            | 2                  | 9,7            |
| Logements vacants (en %)                                | 7,3            | 9,3                | 8,2            |

### Voies de communications et transports

#### Voies routières
Champigneulles est traversée par sur l'ancienne route nationale 57  et par l'A31, qui bénéficie d'accès sur la commune. 

#### Transports en commun

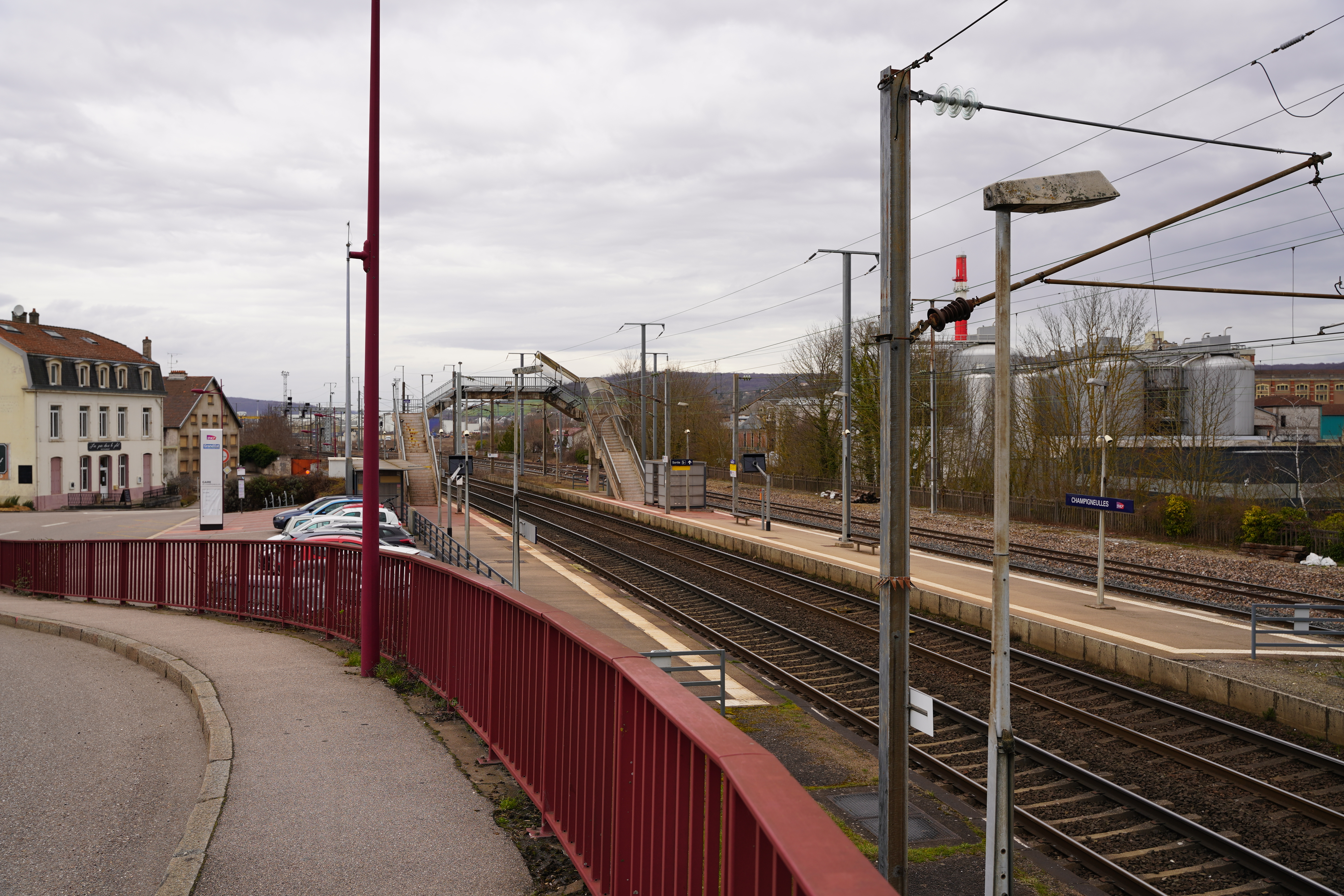
La gare de Champigneulles.

- Fluo Grand Est.

#### Lignes SNCF
La ville dispose de la gare de Champigneulles sur la ligne de Paris-Est à Strasbourg-Ville, desservie  par des trains TER Grand Est qui effectuent des missions entre les gares : de Nancy-Ville et de Metz-Ville ; de Nancy-Ville et de Luxembourg,

#### Ports
Elle bénéficie d'un port fluvial  sur le canal de la Marne au Rhin.

## Toponymie

### Attestations anciennes
Le nom du village est attesté sous les formes :
- Villa Campineola (935)[a 1]
- Villa nuncupata Champeigneules (v. 940)[a 2],[26]
- Amalwinus de Campeniulis (v. 1070)[a 3]
- Ecclesia apud Campaniolas (1130)[a 4]
- In Champegneulle (1156)[a 5]
- Molendinum de Campagneio de novo constructum (1188)[a 6]
- Campaneola (1192)[a 7]
- Campinoles (1196)[a 8]
- Finis de Champigneulle (1206)[a 9]
- Champeignola (1225)[a 10]
- Champegnueles (1349)[a 11]
- Champignolæ (1386)[a 12]
- Champegneulle (1420)[a 13]
- Champegnelle (1424)[a 13]
- Champegneulles (1492)[a 14]
- Champgneulles (1526)[a 13]
- Champigneul (1594)[a 15]
- Champigneulle (1600)[a 13].

### Étymologie
Le nom est issu du bas latin campineola qui signifie,, « petite campagne, dans le sens de champ ou terre fertile » ou, d'après Ernest Nègre, « petite étendue de plaine », étant composé du bas latin campania « vaste plaine » et du suffixe diminutif féminin singulier -eola (ensuite au pluriel). Ce genre de formation toponymique est médiéval.
Homonymie avec les nombreux Champigneul(le)(s), Champagnolles, Champignolles, Campagnolles, Campigneulles, etc.

## Histoire
Les fouilles ont révélé des traces de peuplement dès la Préhistoire (deux stations néolithiques sont signalées).
Des vestiges gallo-romains furent trouvés en 1869 dans le secteur de Noirval, notamment une stèle du dieu Mars. Par ailleurs, le site d'une villa gallo-romaine fit l'objet, en 1969/1970, d'une fouille de sauvetage au lieu-dit Au Sarrasin. On y découvrit notamment une cave contenant un dépôt d'objets en bronze, plus ou moins cassés, qui étaient sans doute destinés à la fonte (dont une statue de Dionysos),.
Une population dispersée dans le vallon de Bellefontaine forma progressivement un hameau, nommé Saint-Barthélémy, relié à Bouxières-aux-Dames.
D'après Henri Lepage, le village de Champigneulles était autrefois un franc-alleu qu'une dame, nommée Hérisende (Hersende), avait donné à saint Gauzelin, évêque de Toul, lequel en fit don à son tour, en 935, à l'abbaye de Bouxières-aux-Dames, qu'il venait de fonder. Le même auteur indique dans un autre ouvrage que c'est le comte Alborfe (ou Albolfe ou Albolfus), qui donna au monastère de Saint-Arnoul, vers 940, sa ville de Champigneulles, composée de « l'église avec le ban, tant en manses qu'en maisons, terres cultes et incultes, prés, champs, moulins, etc. ». Cette apparente contradiction n'en est peut-être pas une.
En 1130, Henri de Lorraine, évêque de Toul, confirma à Bertram, abbé de Saint-Arnoul, et au prieur de Lay-Saint-Christophe, la possession des trois églises de Saint-Christophe, de Saint-Epvre de Champigneulles et de Saint-Barthelémy, situées en un vallon dans les bois de Haye,. Cette église de Saint-Barthélemy et le village du même nom n'existent plus, l'église ayant subsisté avec un ermitage jusqu'après 1636, mais qui furent l'un et l'autre détruits par les guerres dans les décennies qui suivirent,,.
En 1156, les dîmes du village de Champigneulles, avec celles de Frouard, furent données à l'abbaye de Bouxières par le duc Mathieu 1er de Lorraine, et, en 1206, le duc Ferry II de Lorraine donna à celle-ci le droit de vaine pâture dans tout le ban de Champigneulles et de Frouard. En 1225, le duc Mathieu II de Lorraine donna une partie de la forêt de Haye à l'église de Toul par un acte où le village de Champigneulles était appelé « Champeignole ».

Après l'annexion de l'Alsace-Lorraine en 1871, le fort de Frouard fut construit de 1879 à 1883 sur la commune afin de servir de point d'arrêt dans la « trouée de Charmes », entre la place forte de Toul et celle d'Épinal.

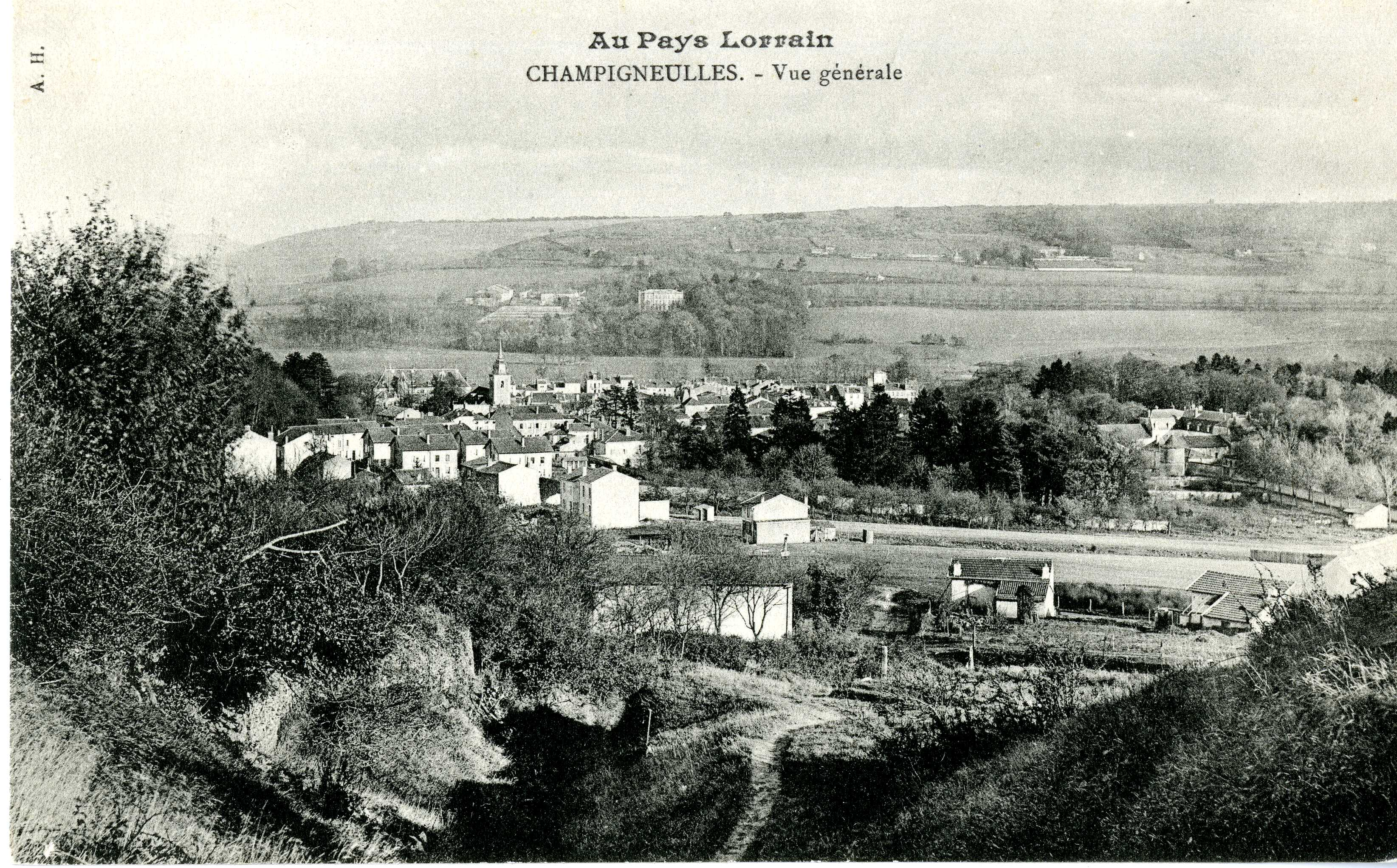
Vue générale de Champigneulles, carte postale ancienne 1904-1914
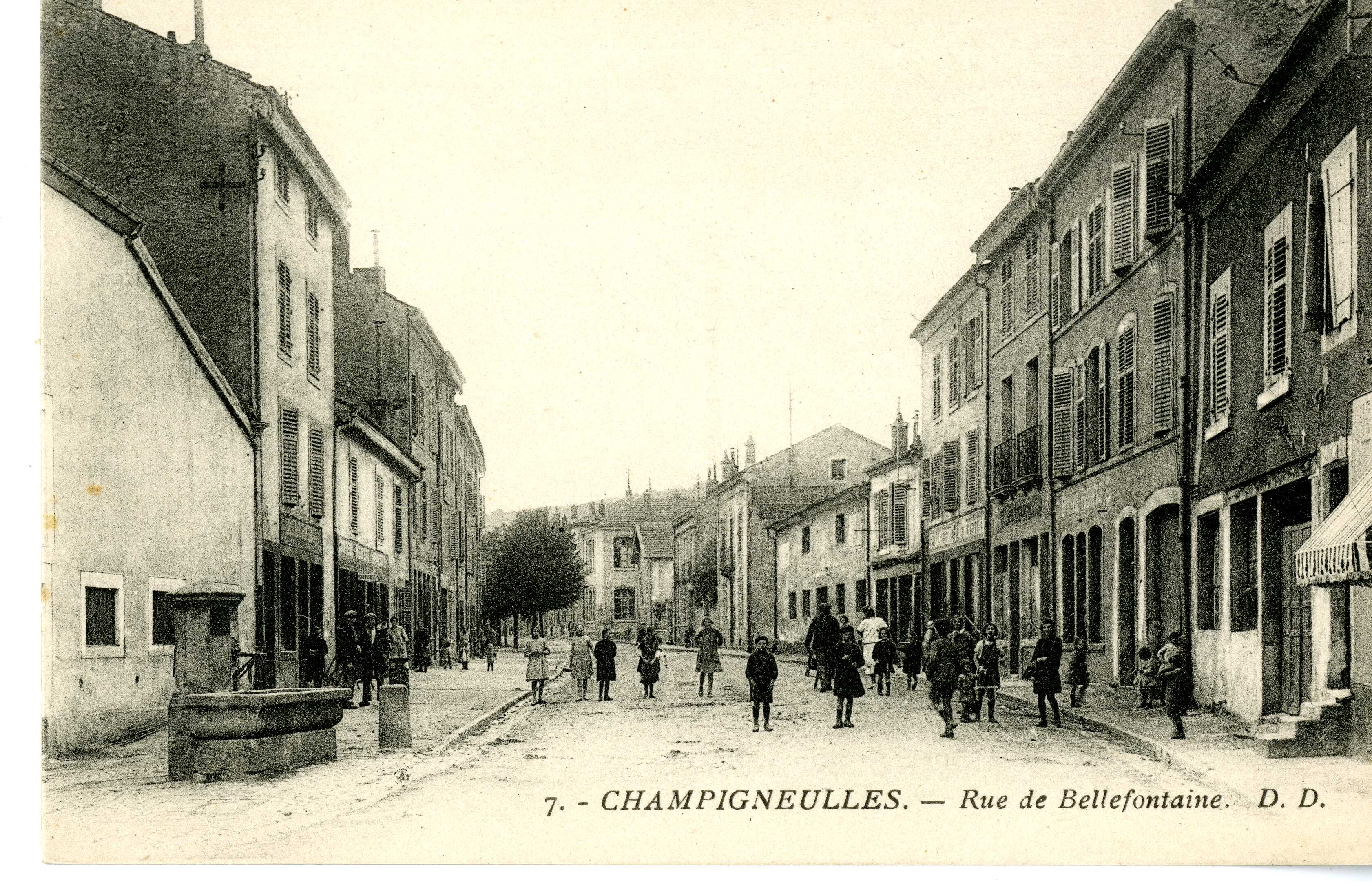
Rue de Bellefontaine, carte postale ancienne, 1918-1930
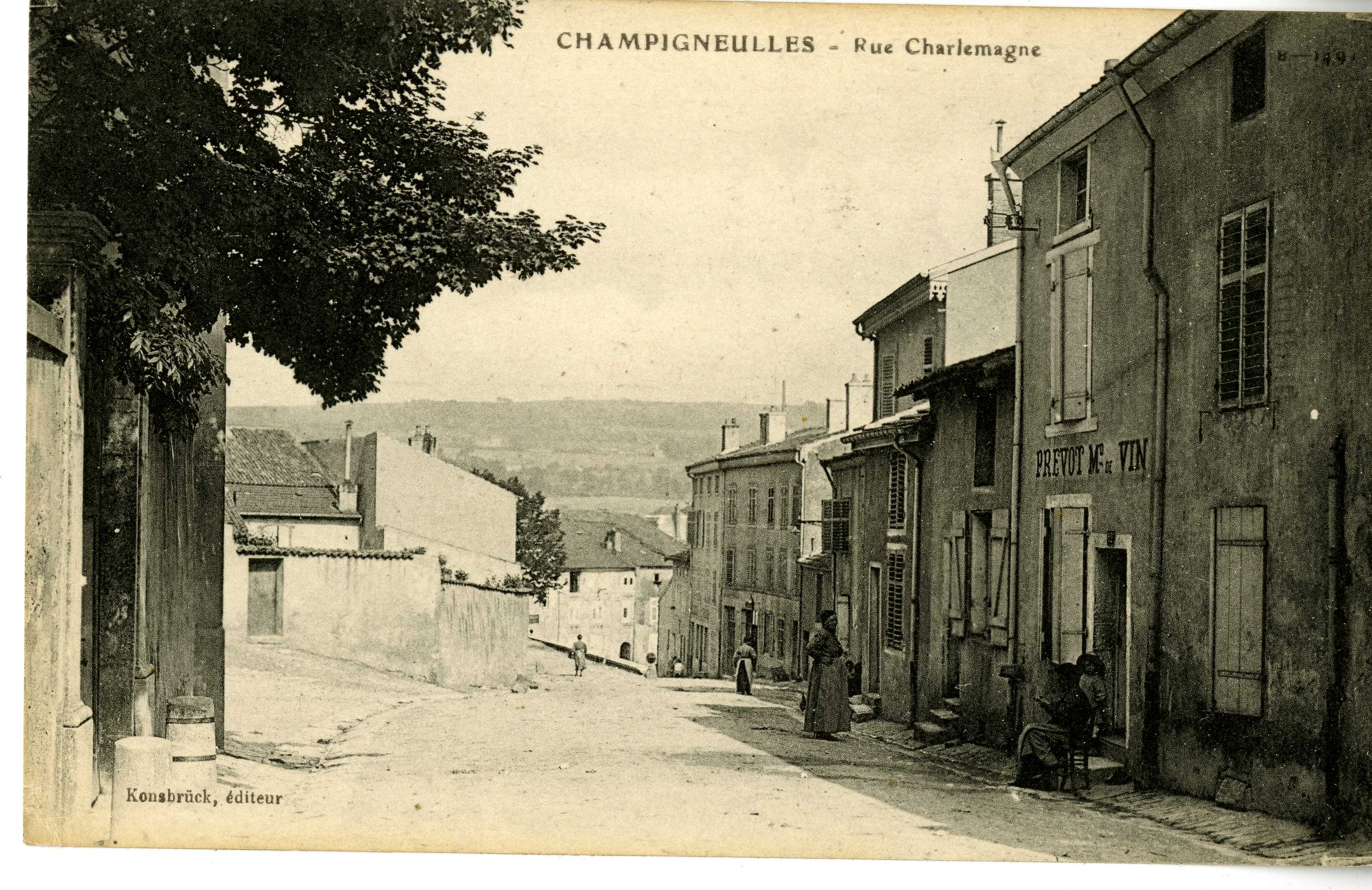
Rue Charlemagne, carte postale ancienne, 1913-1930

## Politique et administration

### Rattachements administratifs et électoraux
La commune se trouve depuis 2015 dans l'arrondissement de Nancy du département de Meurthe-et-Moselle. Pour l'élection des députés, elle fait partie depuis 2012 de la sixième circonscription de Meurthe-et-Moselle .
Elle faisait partie de 1801 à 1973 du canton de Nancy-Est. En 1973, les cantons de Nancy sont remaniés et la commune intègre le canton de Pompey créé à cette occasion. Dans le cadre du redécoupage cantonal de 2014 en France, la commune est intégrée au canton de Val de Lorraine Sud.

### Intercommunalité
La commune fait partie de la communauté de communes du Bassin de Pompey, un établissement public de coopération intercommunale (EPCI) à fiscalité propre créé en 1995 et auquel la commune avait transféré un certain nombre de ses compétences, dans les conditions déterminées par le code général des collectivités territoriales.

### Tendances politiques et résultats
Au premier tour des élections municipales de 2014 en Meurthe-et-Moselle, la liste DVD menée par le maire sortant  Claude Hartmann obtient la majorité absolue des suffrages exprimés, avec 2 450 voix (81,34 %, 27 conseillers municipaux élus dont 6 communautaires), battant très largement la liste PS menée par Patricia Daguerre-Jacque, qui a recueilli 562 voix (18,65 %, 2 conseillers municipaux élus).
Lors de ce scrutin,  35,67 % des électeurs se sont abstenus.
Lors du second tour des élections municipales de 2020 en Meurthe-et-Moselle, la liste DVD menée par Valentin Dethou — soutenu par le maire sortant Bernard Vergance, qui avait été élu après le décès de Claude Hartmann — obtient la majorité absolue des suffrages exprimés, avec 1 027 voix (54,45 %, 23 conseillers municipaux élus dont 6 communautaires), devançant très largement les listes menées respectivement par : 

-  Pierre Felicani, (DVD, 476 voix, 25,23 %, 3 conseillers municipaux dont 1 communautaire) ; 

-  Xavier Galus (DVG, 257 voix, 13,62 %, 2 conseillers municipaux élus) ;

- Thierry Claude (Divers, 126 voix, 6,68 %, 1 conseiller municipal élu).

Lors de ce scrutin marqué par la pandémie de Covid-19 en France, 60,05 % des électeurs se sont abstenus.

### Budget et fiscalité 2023

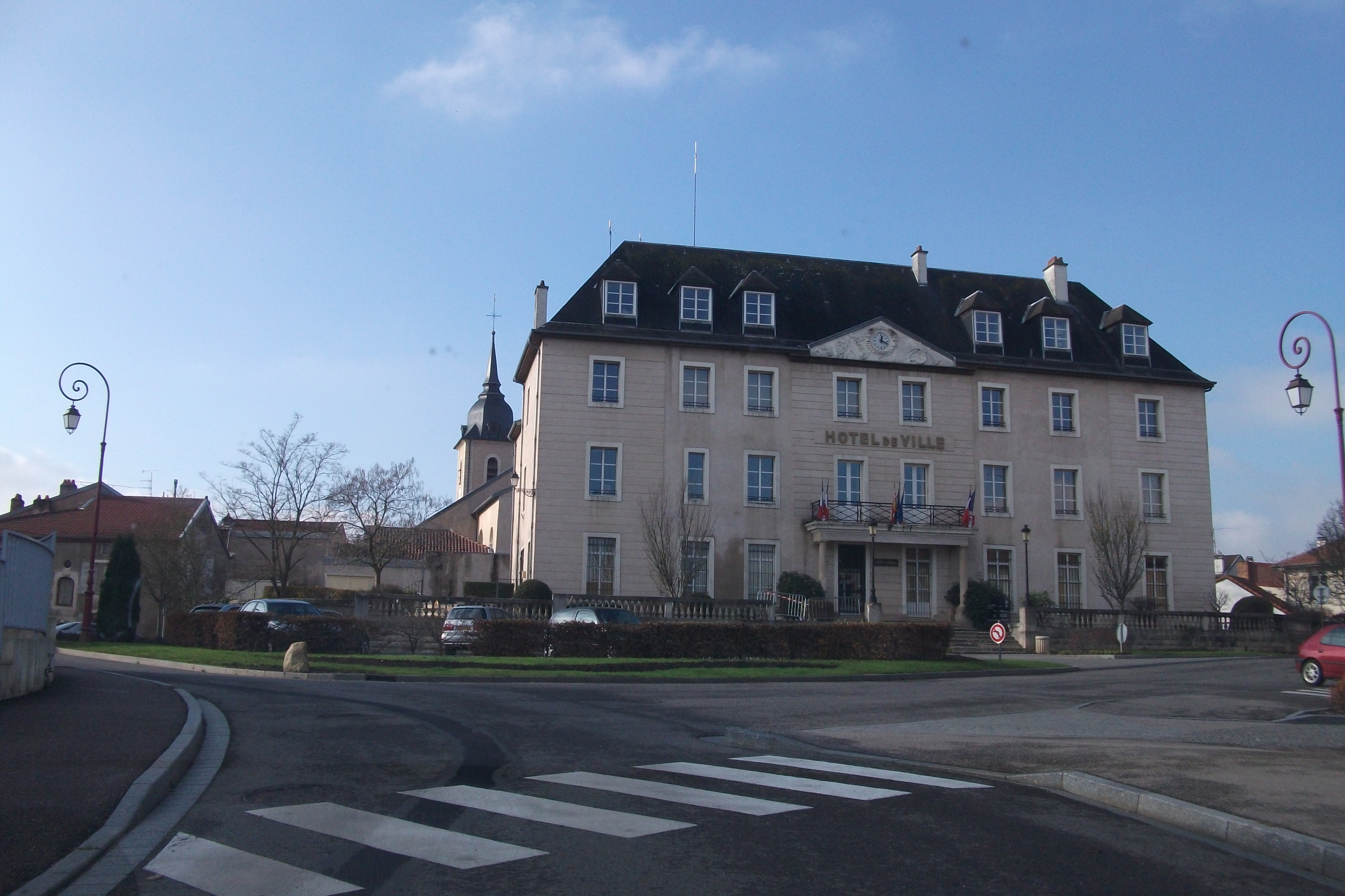
Hôtel de ville.

En 2023, le budget de la commune était constitué ainsi :
- total des produits de fonctionnement : 7 621 000 €, soit 1 139 € par habitant ;
- total des charges de fonctionnement : 6 799 000 €, soit 1 016 € par habitant ;
- total des ressources d'investissement : 2 351 000 €, soit 351 € par habitant ;
- total des emplois d'investissement : 1 951 000 €, soit 292 € par habitant ;
- endettement : 1 793 000 €, soit 268 € par habitant.

Avec les taux de fiscalité suivants :
- taxe d'habitation : 13,47 % ;
- taxe foncière sur les propriétés bâties : 33,10 % ;
- taxe foncière sur les propriétés non bâties : 44,77 % ;
- taxe additionnelle à la taxe foncière sur les propriétés non bâties : 0,00 % ;
- cotisation foncière des entreprises : 0,00 %.

Chiffres clés Revenus et pauvreté des ménages en 2021 : médiane en 2021 du revenu disponible, par unité de consommation : 22 280 €.

### Liste des maires
| Période                                  | Période                    | Identité           | Étiquette    | Qualité                                                                           |
| ---------------------------------------- | -------------------------- | ------------------ | ------------ | --------------------------------------------------------------------------------- |
| Les données manquantes sont à compléter. |                            |                    |              |                                                                                   |
| Février 1848                             | octobre 1848               | Marc Brice         | Républicain  | Cultivateur de pommes de terre et de betterave                                    |
| Les données manquantes sont à compléter. |                            |                    |              |                                                                                   |
| 1962                                     | 1968                       |                    |              |                                                                                   |
| 1968                                     | 1989                       | Charles Kaufmann   | PRG          | Médecin                                                                           |
| 1989                                     | mars 2001                  | Jean-Marie Uhlrich | PS           | Conseiller général de Pompey (1994 → 2015)                                        |
| mars 2001                                | novembre 2016              | Claude Hartmann    | UMP puis UDI | Avocat Décédé en cours de mandat                                                  |
| février 2017                             | juillet 2020               | Bernard Vergance   | DVD          | Informaticien retraité                                                            |
| juillet 2020                             | En cours (au 6 avril 2022) | Valentin Dethou    | LR           | Collaborateur parlementaire Vice-président de la CC du Bassin de Pompey (2020 → ) |

## Population et société

### Démographie
L'évolution du nombre d'habitants est connue à travers les recensements de la population effectués dans la commune depuis 1793. Pour les communes de moins de 10 000 habitants, une enquête de recensement portant sur toute la population est réalisée tous les cinq ans, les populations de référence des années intermédiaires étant quant à elles estimées par interpolation ou extrapolation. Pour la commune, le premier recensement exhaustif entrant dans le cadre du nouveau dispositif a été réalisé en 2004.

En 2022, la commune comptait 6 588 habitants, en évolution de −2,85 % par rapport à 2016 (Meurthe-et-Moselle : −0,13 %, France hors Mayotte : +2,11 %).
| 1793 | 1800 | 1806 | 1821 | 1831 | 1836 | 1841 | 1846 | 1851  |
| ---- | ---- | ---- | ---- | ---- | ---- | ---- | ---- | ----- |
| 710  | 653  | 638  | 682  | 742  | 863  | 951  | 959  | 1 020 |

| 1856  | 1861  | 1872  | 1876  | 1881  | 1886  | 1891  | 1896  | 1901  |
| ----- | ----- | ----- | ----- | ----- | ----- | ----- | ----- | ----- |
| 1 062 | 1 237 | 1 528 | 2 041 | 2 350 | 2 573 | 2 872 | 3 088 | 3 378 |

| 1906  | 1911  | 1921  | 1926  | 1931  | 1936  | 1946  | 1954  | 1962  |
| ----- | ----- | ----- | ----- | ----- | ----- | ----- | ----- | ----- |
| 3 544 | 4 283 | 4 125 | 4 531 | 5 070 | 5 310 | 5 006 | 5 417 | 5 854 |

| 1968  | 1975  | 1982  | 1990  | 1999  | 2004  | 2006  | 2009  | 2014  |
| ----- | ----- | ----- | ----- | ----- | ----- | ----- | ----- | ----- |
| 5 484 | 5 992 | 7 919 | 7 541 | 7 172 | 6 974 | 6 765 | 6 769 | 6 886 |

| 2019  | 2022  | - | - | - | - | - | - | - |
| ----- | ----- | - | - | - | - | - | - | - |
| 6 671 | 6 588 | - | - | - | - | - | - | - |

## Économie

### Brasserie de Champigneulles

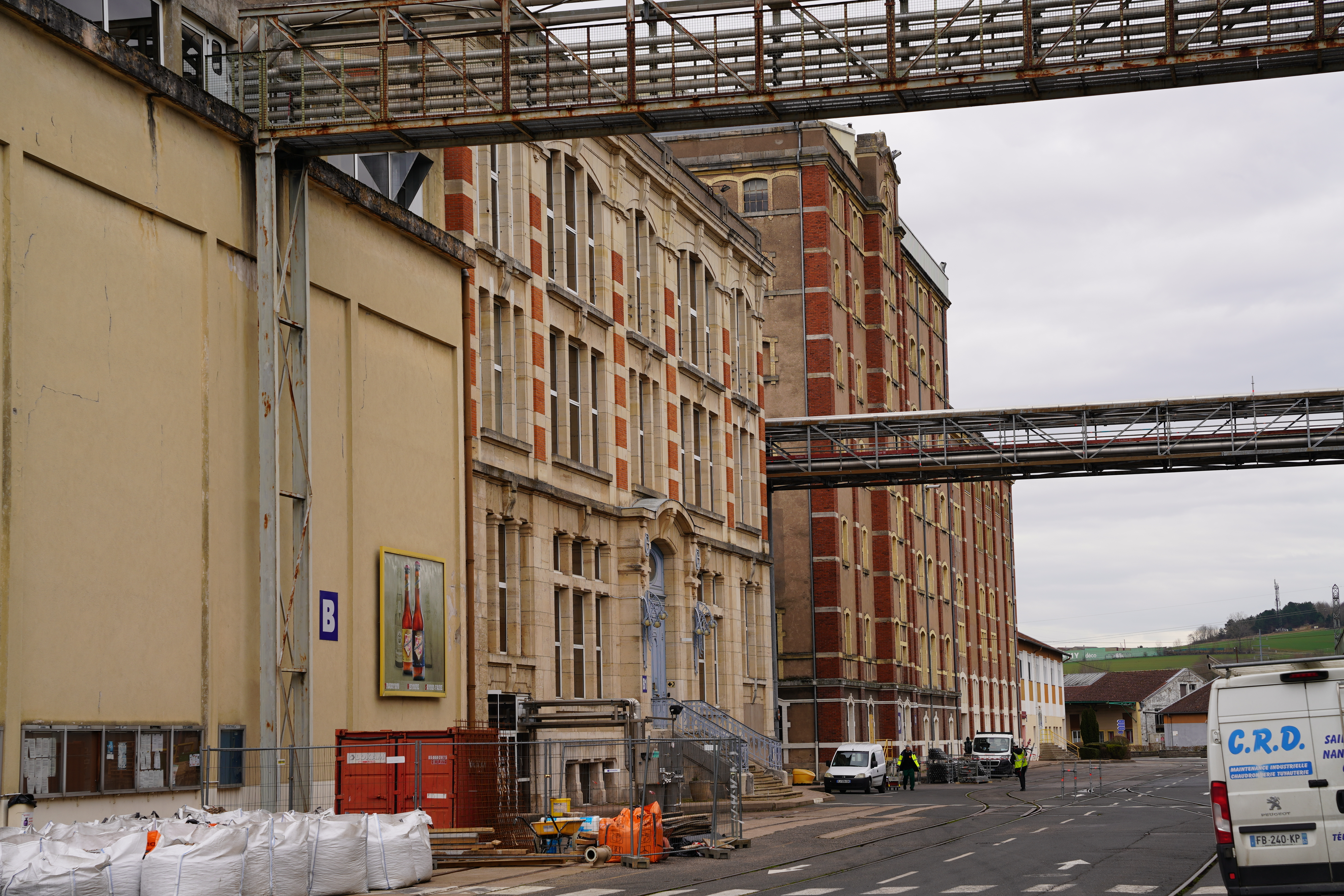
La brasserie de Champigneulles.

La Brasserie de Champigneulles a été fondée le 20 juin 1897 par Antoine Trampitsch et Victor Hinzelin. Après avoir appartenu aux Brasseries Kronenbourg de 1986 à 2006, elle est désormais une filiale du groupe allemand TCB Beverages.
En 2014, la brasserie a produit 2,65 millions d'hectolitres de bière, avec une part importante d'export dans les pays de l'Union européenne.
La légende de Saint-Arnoul, patron des brasseurs, veut qu'un miracle se soit produit à Champigneulles, sur le site de l'actuelle brasserie (voir plus bas).

## Culture locale et patrimoine

### Lieux et monuments

#### Édifices civils
- Enceinte préhistorique de la Fourasse, datant de la préhistoire et de l'âge du fer, classée monument historique[59].
- Forêt de Haye : Champigneulles bénéficie des richesses de la nature toute proche qui offre un site idéal à la pratique de la course à pied ou du VTT.
- Site classé Château de Bas[60] : il fut construit en 1711[61] par François Christophe Le Prud'Homme, comte de Fontenoy, seigneur de Champigneulle en partie[62]. Ce dernier était héritier de la famille de Mengin qui possédait déjà en 1525 à Champigneulles le domaine de la Grande Maison[28], et était elle-même héritière de la famille de Rémerville, déjà seigneur de Champigneulles au XVe siècle. Voltaire voulut acheter c e château en 1758 mais cela lui fut refusé[29]. Autour du château de Bas il y a actuellement un parc public, une école élémentaire et une salle d'activités intergénérationnelles sur l'emplacement du moulin.
- Château de Haut : c'était une maison forte au Moyen Âge qui fut transformée en château par la suite. On ne sait pas de quand date exactement le bâtiment actuel mais il est flanqué de deux tourelles du XVIe siècle[63]. Au XVIIIe siècle, le château et son immense parc étaient devenus la possession de Claude-Charles de Malvoisin, époux de Marie-Elizabeth Collignon, petite-fille de Georges Collignon, conseiller d'État, seigneur de Silly, de Champigneulles en partie, etc., qui avait acheté en 1628 au duc de Lorraine les rentes et revenus de Champigneulles, Frouard, Faulx et Malleloy[28]. Le parc fut vendu en 1924 et transformé en lotissement, tandis que le château fut racheté par la municipalité, en 1931, et est depuis lors la mairie de Champigneulles[64].
- Le Bâtiment Administratif des Brasseries, rasé fin 2009[65] malgré un intérêt architectural certain, notamment des sculptures d'Alfred Finot[66].

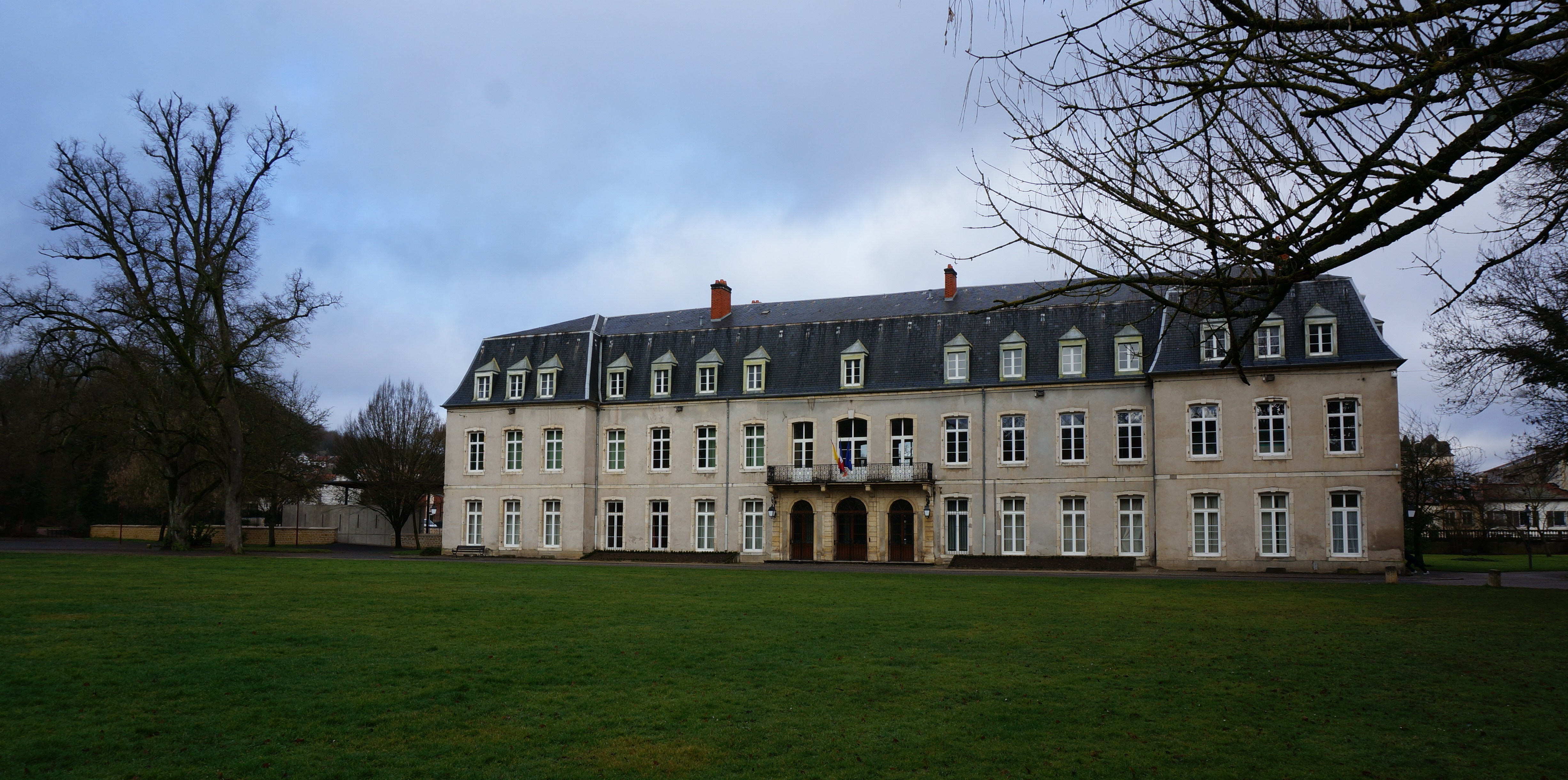
Château de Bas[67].
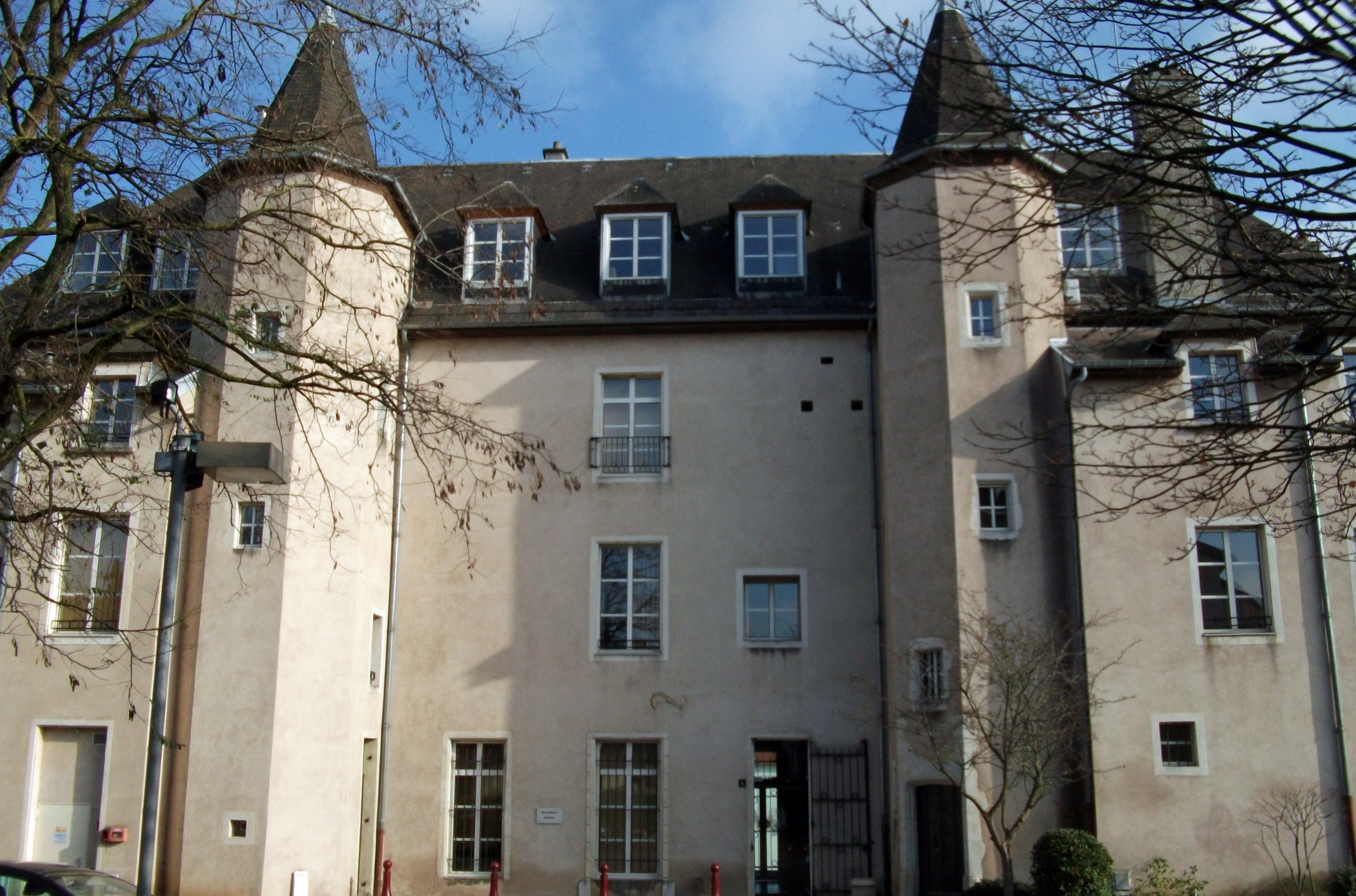
Château de Haut Mairie : Vue du château par l'arrière.

#### Édifice militaire
- Le fort de Frouard[39].

#### Monuments commémoratifs
- Le monument aux morts, érigé en 1922-1923, déplacé en 1938[68]. Ce monument est réalisé par Jules Cayette et l'entrepreneur Georgeot. L'un des principaux mécènes du monument est Saint-Just Péquart, habitant de Champigneulles[68].

- Le monument des Fusillés de la Malepierre, situé dans une clairière de la forêt de Hayes, sur la commune de Champigneulles, à quelques kilomètres de l'échangeur de l'autoroute A31[69]. Ce monument a été construit en mémoire de 63 résistants de la Seconde Guerre mondiale. Parmi eux on compte 11 cheminots du groupe de résistants Buffard-Gambetta[70].

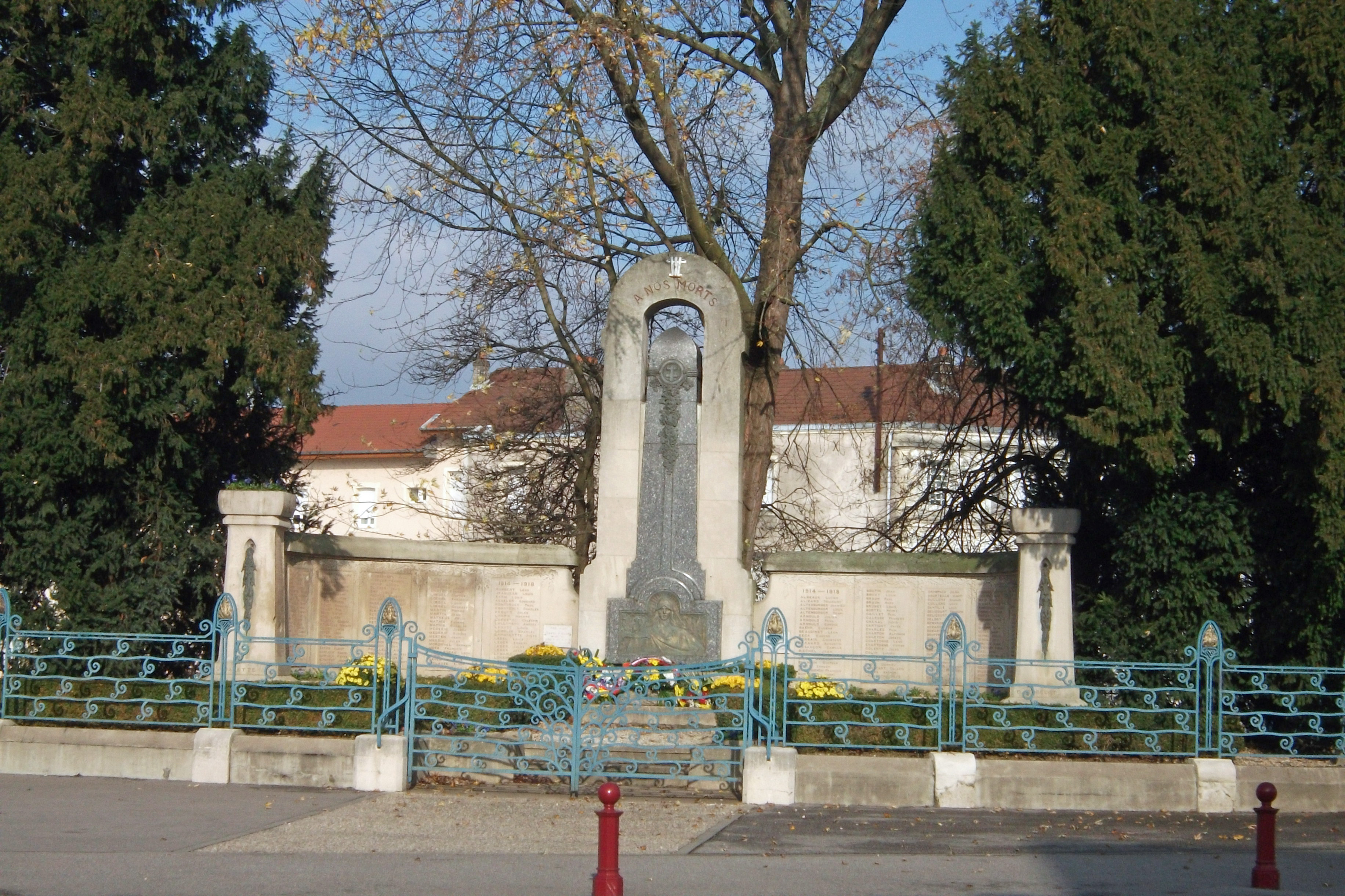
Monument aux morts, rue de Frouard
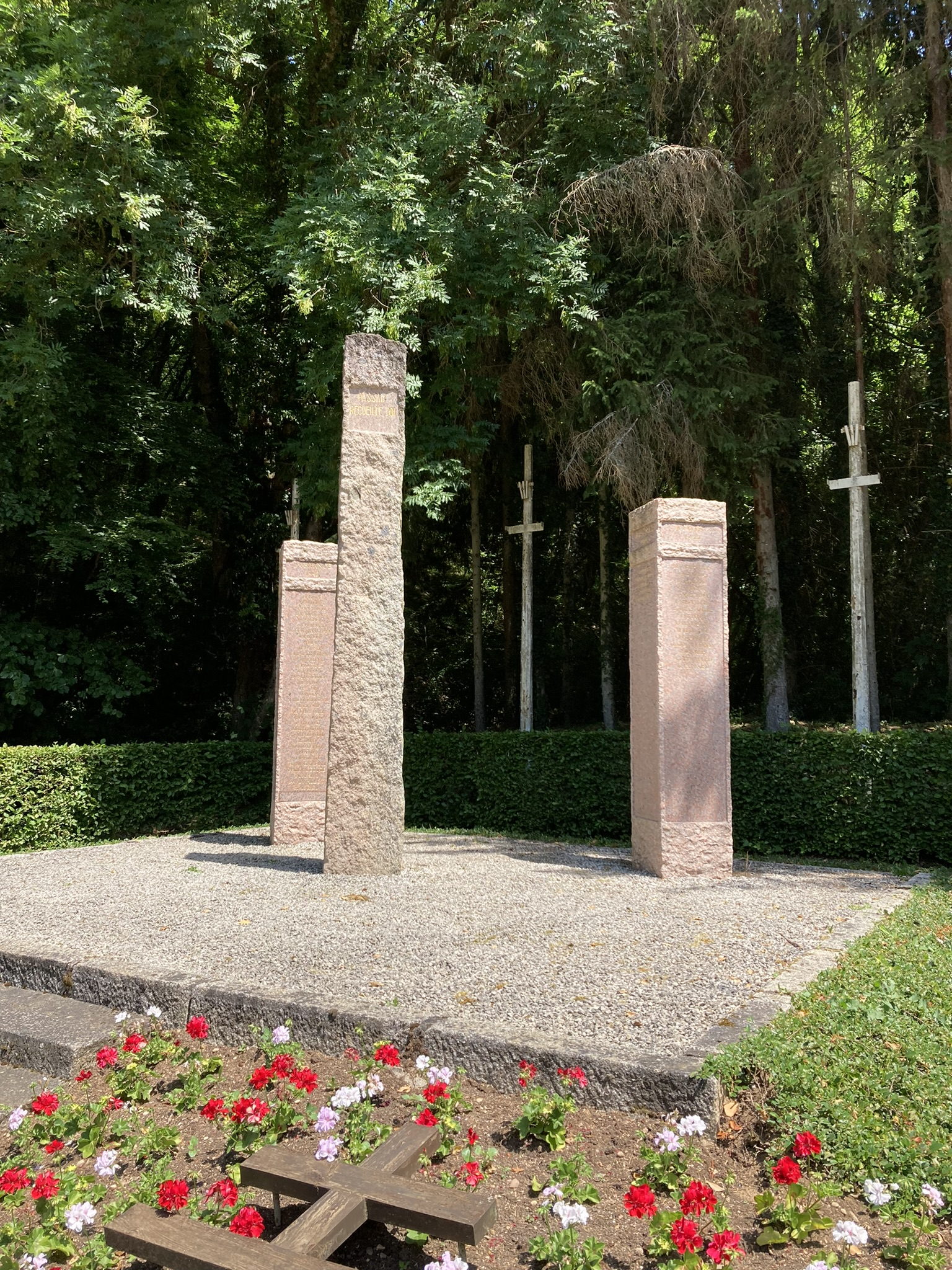
Le monument des Fusillés de la Malepierre.
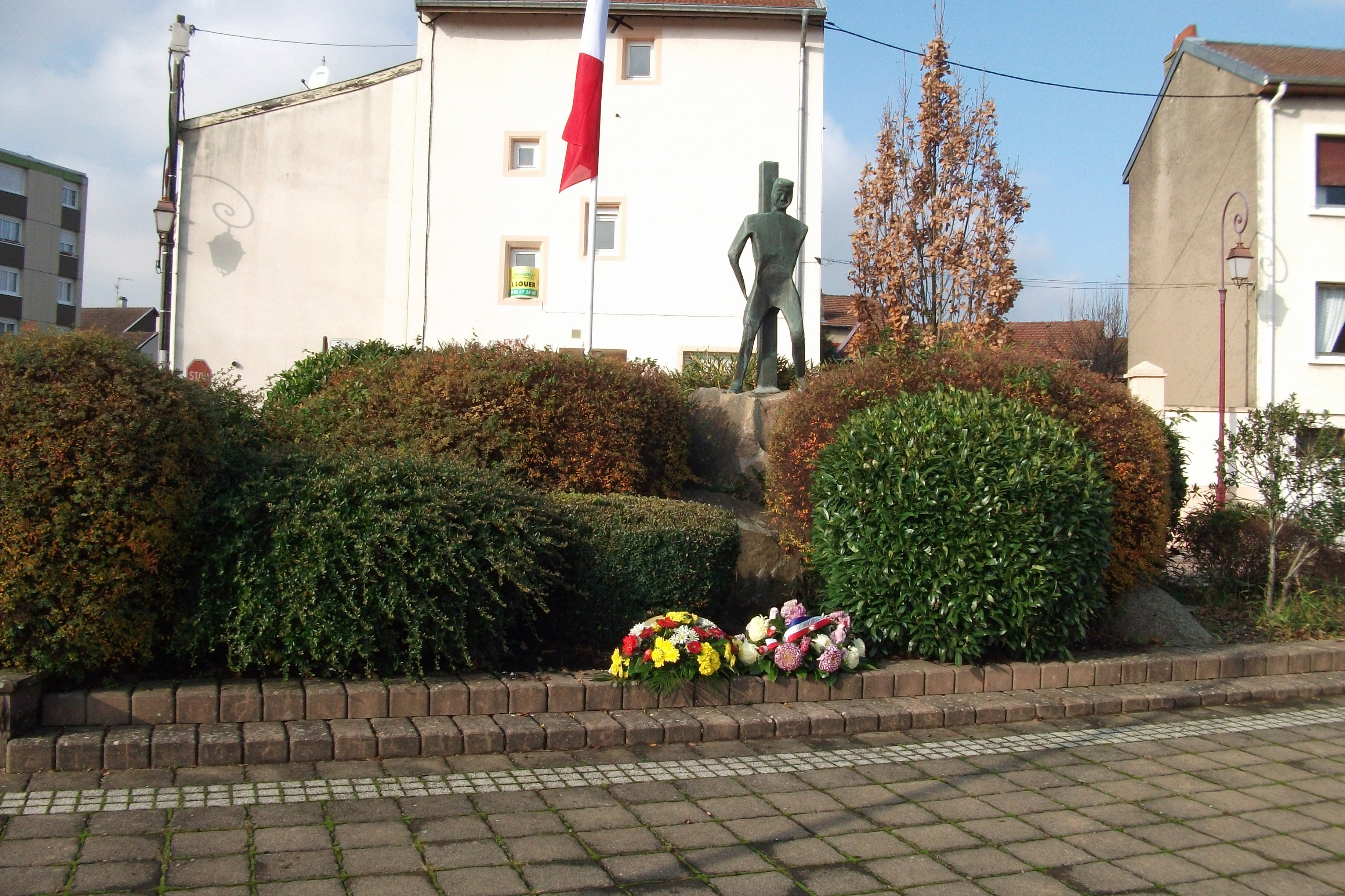
Monument aux résistants

#### Édifice religieux
- Église Saint-Epvre. S'il ne reste rien de l'église du Moyen Âge, l'édifice actuel est tout de même vieux de près de 400 ans, la première travée du chœur datant de 1618, tandis que la nef date de 1774[71].

Orgue construit par Joseph Géant en 1850,.
Pietà, scène intermédiaire entre la descente de croix et la mise au tombeau, représente la Vierge en Mater Dolorosa, pleurant son fils, le Christ, dont le corps repose sur ses genoux,.
Statue : Saint Paul
Statue : Saint Pierre

### Personnalités liées à la commune
- Charles Roos, né en 1878, homme politique et indépendantiste alsacien. Accusé d'espionnage, il a été fusillé  sur le terrain militaire de Champigneulles le 7 février 1940.
- Julien Franck (1879-1944), médecin mort en déportation à Auschwitz-Birkenau.
- Saint-Just Péquart (1881-1944), industriel, archéologue, préhistorien et mécène français, habitat la commune.
- Marcel Prenant (1893-1983), né à Champigneulles, zoologiste et parasitologiste membre de l’Académie de médecine.
- Jean Scherbeck, portraitiste d'art, né à Champigneulles le 2 juin 1898 et décédé à Nancy le 9 décembre 1989.
- Robert Weil (1912-1992),  professeur de physique et de chimie, Résistant déporté à Auschwitz puis à Gross-Rosen et Buchenwald.
- Fernande Volral, née à Champigneulles  le 7 octobre 1920, résistante belge de la Seconde Guerre mondiale, exécutée à Wolfenbüttel en 1944.
- Claude Rolland (1920-1993), compositeur et pianiste accompagnateur né à Champigneulles.
- Élise Fischer (1948-2023), née à Champigneulles, femme de lettres lorraine, journaliste et romancière, ayant écrit plusieurs romans dont l'histoire se situe dans les alentours de Champigneulles.

### Héraldique
| Blason de Champigneulles | Blason  | De gueules à la fasce ondée abaissée d'argent, surmontée d'une hure de sanglier d'or, défendue d'argent, adextrée d'une épée basse d'argent, garnie d'or, posée en bande et senestrée d'un râteau du même posé en barre; au chef d'azur à l'aigle d'argent, ses serres empiétant sur un phylactère du même chargé de inscription « CARITAS PIETAS » en lettres capitales de sable, tenant dans son bec l'anneau d'or de saint Arnould; à la fleur de lis d'or brochant à la fois sur le chef et sur le champ. Devise / Cri« in campo per aquam ignem at que sanguinem ». |
| Blason de Champigneulles | Détails | Création Pierre Dié Malet. Adopté en 1966. |

#### Saint Arnoul, patron des brasseurs
Et cy est Champigneulles en iceluy ban, qui est à Dieu et à Saint-Arnou
D'après la légende, Champigneulles est située à l'endroit même où se produisit le miracle de saint Arnoul né vers 580 à Lay-Saint-Christophe. En l'an 641, des pèlerins transportent par la voie romaine les reliques de saint Arnoul du Saint-Mont de Remiremont dans les Vosges à Metz, ville dont il fut évêque en 612 avant de se retirer en ermite dans la forêt vosgienne jusqu'à sa mort en 640. Le 18 juillet, le cortège s'arrête à Champigneulles, exténué, à court de vivres et de cervoise. Un des pèlerins en quête de cervoise implore : « À présent il est temps que le Bienheureux Arnoul vienne, en cette nuit, calmer notre ardente soif : sa puissante intercession nous procurera ce qui nous manque. » Aussitôt, la cervoise se mit à couler à flots d'un cruchon à tel point que tous les pèlerins s'abreuvèrent et qu'il en resta abondamment pour le lendemain.

### Distinctions
L'astéroïde (18634) Champigneulles, découvert en 1998, a été ainsi baptisé en l'honneur de la commune.